# Ceratina nigriceps
Ceratina nigriceps är en biart som beskrevs av Heinrich Friese 1905. Ceratina nigriceps ingår i släktet märgbin, och familjen långtungebin. Inga underarter finns listade i Catalogue of Life.